# Гіпотонус
Гіпотонус (від дав.-гр. ὑπό — під, внизу та лат. tonus — тонус, напруга) — порушення робочого та загального стану м'язів людини, за якого їхній тонус частково чи повністю знижується.

## Етіологія
Гіпотонія може розвиватися як наслідок нервових захворювань, уражень головного та/чи спинного мозку, погіршення м'язової трофіки (надходження корисних речовин та виведення продуктів метаболізму), як наслідок фізичних, хімічних, термічних травм та уражень даного м'яза чи групи м'язів, генетичних захворювань, новоутворень в м'язах та/чи гіподинамії.
Запущений гіпотонус є однією з головних причин розвитку дистрофії м'язів.
Лікування гіпотонії залежить від природи його виникнення. Зазвичай, це масаж, мануальна терапія, помірні фізичні вправи з поступовим збільшенням амплітуди та навантаження та фармакологія.